# Rezerwat przyrody Jamy (województwo podkarpackie)
Rezerwat przyrody Jamy – rezerwat przyrody znajdujący się w północnej części miasta Przemyśl w województwie podkarpackim, na nasypach zburzonego fortu obronnego „Winna Góra”.
- numer według rejestru wojewódzkiego: 44
- powierzchnia według aktu powołującego: 2,01 ha
- dokument powołujący: M.P. z 1995 r. nr 5, poz. 79
- rodzaj rezerwatu: florystyczny
- przedmiot ochrony (według aktu powołującego): stanowisko lnu austriackiego.

W rezerwacie stwierdzono występowanie 163 gatunków roślin i mszaków oraz około 40 gatunków ptaków lęgowych.